# (10303) Fréret
(10303) Fréret, désignation internationale (10303) Freret, est un astéroïde de la ceinture principale.

## Description
(10303) Freret est un astéroïde de la ceinture principale. Il fut découvert le 2 septembre 1989 à l'Observatoire de Haute-Provence par Eric Walter Elst. Il présente une orbite caractérisée par un demi-grand axe de 2,38 UA, une excentricité de 0,24 et une inclinaison de 2,8° par rapport à l'écliptique.

## Compléments